# تخم‌مرغ شهر فرنگ

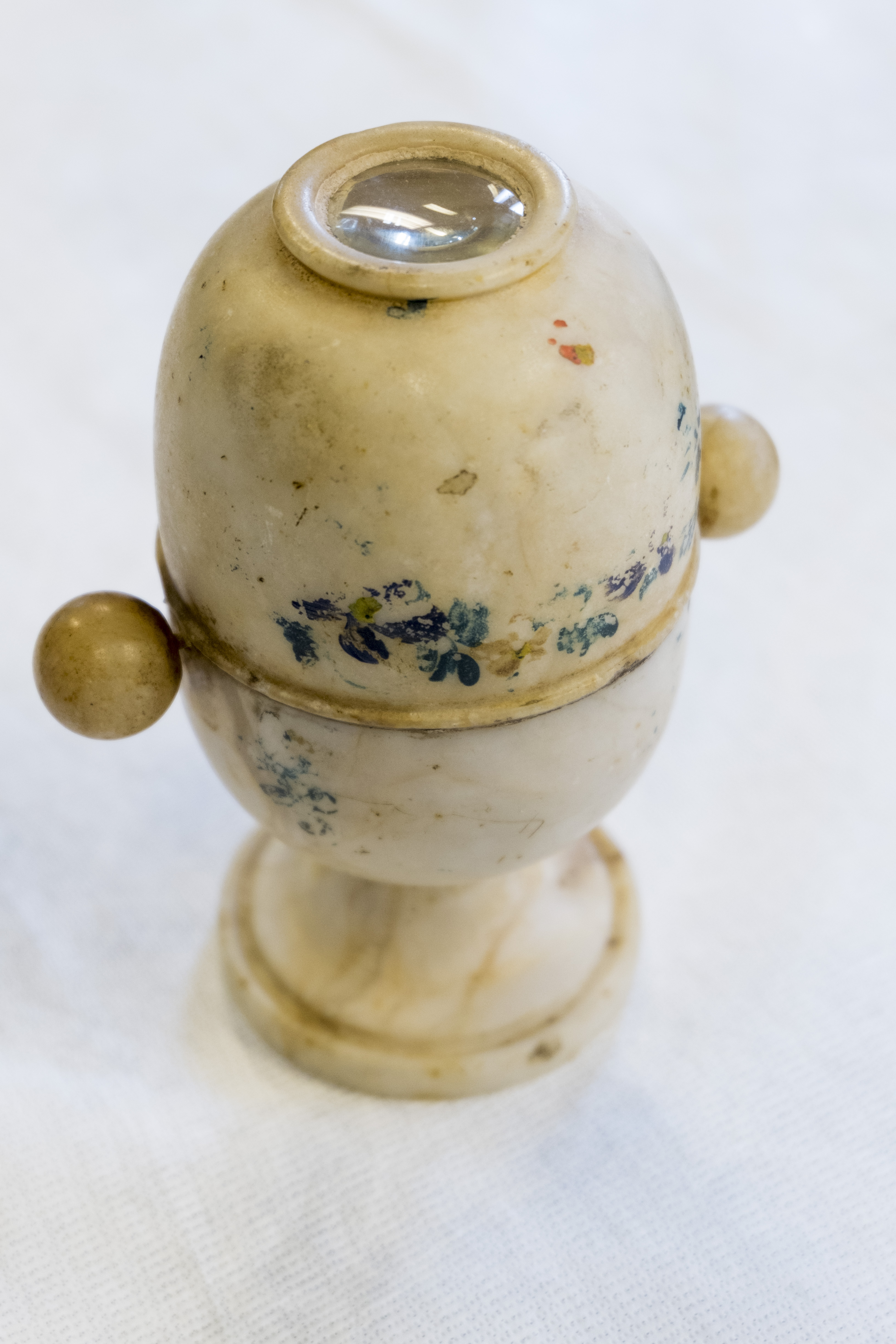
یک تخم‌مرغ شهر فرنگ مربوط به نیمهٔ قرن نوزدهم در موزهٔ عکس آنتورپ

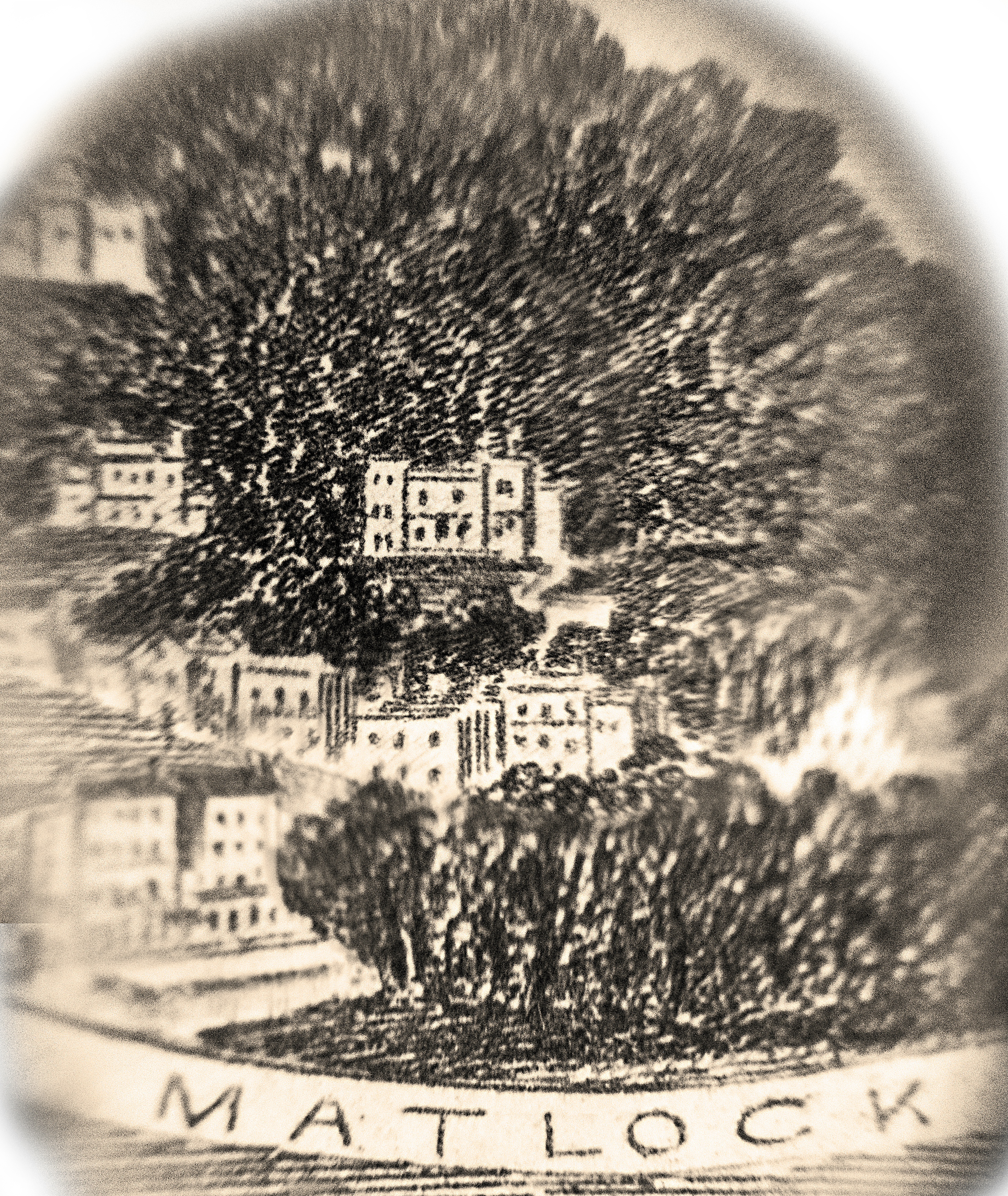
یکی از تصاویر داخل تخم‌مرغ شهر فرنگ فوق

تخم‌مرغ شهر فرنگ وسیله‌ای تزئینی‌ست که در قرن نوزدهم غالباً به عنوان سوغات در اروپا مورد استفاده قرار می‌گرفته است. این وسیله اندکی بزرگتر از یک تخم‌مرغ معمولی‌ست که فرد با نگاه به درون آن از میان یک عدسی، تصاویری از مناظر طبیعی، بناهای تاریخی، شخصیت‌های مهم و غیره را مشاهده می‌کند.
تخم‌مرغ شهر فرنگ از این رو به این نام خوانده می‌شود که کارکرد آن همچون شهر فرنگ است، با این تفاوت که تخم‌مرغ شهر فرنگ در آن واحد تنها توسط یک نفر قابل استفاده است، حال اینکه چند نفر می‌توانند به‌طور همزمان شهر فرنگ تماشا کنند.
روی بدنهٔ تخم‌مرغ شهر فرنگ عموماً طراحی‌هایی از گل نقاشی می‌شد.

## طرز کار
تخم‌مرغ شهر فرنگ تنها تصاویر داخل خود را نمایش می‌دهد و هیچ حسی از حرکت -همانند زنده‌گرد- به بیننده نمی‌دهد. در بالای تخم‌مرغ عدسی‌ای وجود دارد که نمای بزرگتری از تصویر داخل تخم‌مرغ بدست می‌دهد. در برخی از نمونه‌ها تنها یک تصویر وجود دارد که مستقیماً مقابل عدسی قرار دارد. در برخی دیگر دو یا سه تصویر وجود دارد که روی دو سطح یک صفحه یا سه سطح یک منشور با مقطع مثلث نقش بسته‌اند. در نوع اخیر فرد با چرخاندن دسته‌ای که در دو سوی تخم‌مرغ قرار دارد می‌تواند از یک تصویر به تصویر دیگر برود. بدنهٔ تخم‌مرغ از جنس رخام گچی و نیمه‌شفاف است تا نور لازم برای دیدن تصاویر فراهم شود. این نور می‌تواند نور آفتاب یا شمع باشد.

## تاریخچه
تخم‌مرغ شهر فرنگ در قرن نوزدهم رواج پیدا کرد. گرچه شهر فرنگ از قرن هفدهم مورد استفاده بود، اما مزیت استفاده از تخم‌مرغ شهر فرنگ این بود که افراد می‌توانستند آن را برای خود داشته باشند یا هدیه دهند. هنگامی که شهر فرنگ در اوایل قرن بیستم رو به زوال نهاد، تخم‌مرغ شهر فرنگ به عنوان هدیه یا سوغات همچنان مقبولیت داشت.
این وسیله عمدتاً سوغات ماتلوک در دورهٔ ویکتوریا محسوب می‌شد که ناحیه‌ای در داربی‌شر انگلستان است. از تصاویر رایج تخم‌مرغ شهر فرنگ می‌توان به پل معلق کلیفتون، رودخانه و تونل تیمز و درهٔ نایتینگل اشاره کرد.